# Superliga de fútbol femenino 2009-10
La temporada 2009-10 de la Superliga de fútbol femenino de España empezó a disputarse el 7 de septiembre de 2009 y finalizó el 9 de mayo de 2010.
El Rayo Vallecano se proclamó campeón por segunda temporada consecutiva.

## Ampliación de la Superliga
El 26 de mayo de 2009 la Real Federación Española de Fútbol presentó un proyecto para potenciar la Superliga, basándose en una importante ampliación del número de participantes, de 16 a 24 equipos. Para ello, el organismo federativo invitó a los clubes masculinos de la Liga Nacional de Fútbol Profesional a tornar parte en el torneo.
A esta invitación respondieron ocho clubes: dos de Primera División (Sevilla FC y Real Valladolid), cuatro de Segunda (UD Las Palmas, Real Murcia, Gimnàstic de Tarragona y SD Eibar), uno de Segunda B (Real Jaén) y otro de Tercera (CP Cacereño). No obstante, y pese a de estar inicialmente inscritos, las dificultades económicas obligaron al Cacereño y al Real Murcia a retirarse poco antes de iniciarse la temporada.
Esta medida levantó las protestas de la mayoría de los clubes participantes hasta entonces en la competición. Por su parte, un grupo de 222 jugadoras presentó un manifiesto en el que se afirmaba:

La puesta en marcha de este proyecto hace que la competición de la que actualmente somos partícipes quede totalmente desvirtuada. La ampliación sin criterio lógico del número de equipos en la máxima categoría va a provocar un descenso considerable del nivel deportivo, lo que traerá consigo graves consecuencias, como por ejemplo resultados abultados, disminución del interés público por nuestra competición, retirada anticipada de jugadoras que reclaman una liga seria y competitiva, etc. Es inaceptable que equipos que han perdido su categoría en el campo, sean premiados con un ascenso en los despachos (...) Es una depreciación al mérito deportivo.

A pesar de la fuerte oposición, el 14 de julio de 2009 la Comisión Mixta de Seguimiento de la Superliga presentó la reestructuación del campeonato, que recuperaba el formato anterior a la implantación de la Superliga de grupo único en 2001, con una fase previa de grupos y una fase final para elegir al campeón.

## Sistema de competición
El torneo se disputa en dos fases.

### Primera fase
En la primera fase, los participantes se distribuyen según criterios de proximidad geográfica en tres grupos - A, B y C - de ocho equipos (finalmente un grupo de ocho y dos de siete, por las renuncias). Esta primera fase se disputa siguiendo un sistema de liga, en la que los equipos de cada grupo se enfrentaron todos contra todos en dos ocasiones, una en campo propio y otra en campo contrario. El orden de los encuentros se decide por sorteo antes de empezar la competición.
La clasificación se establece con arreglo a los puntos obtenidos en cada enfrentamiento, a razón de tres por partido ganado, uno por empatado y ninguno en caso de derrota. Si dos equipos igualasen a puntos, los mecanismos establecidos por el reglamento para desempatar la clasificación fueron los siguientes:
1. El que tenga una mayor diferencia entre goles a favor y en contra en los enfrentamientos entre ambos.
2. Si persiste el empate, la mayor la diferencia de goles a favor y en contra en todos los encuentros de esta fase.

Para un empate a puntos entre tres o más clubes, los sucesivos mecanismos de desempate previstos por el reglamento son los siguientes:
1. La mejor puntuación de la que a cada uno corresponda a tenor de los resultados de los partidos jugados entre sí por los clubes implicados.
2. La mayor diferencia de goles a favor y en contra, considerando únicamente los partidos jugados entre sí por los clubes implicados.
3. La mayor diferencia de goles a favor y en contra teniendo en cuenta todos los encuentros de esta fase.
4. El mayor número de goles a favor teniendo en cuenta todos los encuentros de esta fase.

Debido al abandono de Cacereño y Murcia los grupos B y C quedan con siete equipos. En el Grupo A, con un equipo más, no contabilizan los puntos ni los goles obtenidos contra el último clasificado.

### Segunda fase
A raíz de las clasificaciones obtenidas en la primera fase, en la segunda fase los equipos se distribuyen nuevamente en tres grupos con los siguientes criterios:
- En el Grupo A toman parte los tres primeros y segundos de cada grupo de la primera fase, así como los dos terceros con mejor puntuación.
- En el Grupo B toman parte el tercer mejor tercero, el cuarto Grupo B, el quinto del Grupo A, el quinto del Grupo C, el segundo mejor sexto, el séptimo del Grupo A, el séptimo del Grupo C y el octavo del Grupo B.
- En el Grupo C toman parte el cuarto del Grupo A, el cuarto del Grupo C, el quinto del Grupo B, el mejor sexto, el tercer mejor sexto, el séptimo del Grupo B, el octavo del Grupo A y el octavo del Grupo C.

Esta segunda fase, como la primera, se disputa mediante un sistema de liga a doble vuelta, siguiendo los mismos criterios de puntuación.

### Efectos de la clasificación en la Segunda fase
Los dos primeros clasificados del Grupo A disputan una final por eliminación directa, a doble partido para decidir el campeón de la Superliga. Ambos quedan clasificados para la Copa de Reina, junto con el resto de participantes del Grupo A. Por su parte, los tres primeros clasificados del Grupo B y del Grupo C también obtienen el acceso para disputar para la Copa de la Reina.
El equipo que se proclama campeón de liga obtiene una plaza para la siguiente edición de la Liga de Campeones de la UEFA.
Al final de la temporada no hay descensos de categoría, pero si ascensos desde Primera Nacional.

## Equipos participantes
| Club                             | Ciudad               | Estadio                              |
| -------------------------------- | -------------------- | ------------------------------------ |
| Sociedad Deportiva Eibar         | Éibar                | Instalaciones de Umbe                |
| Athletic Club                    | Bilbao               | Instalaciones de Lezama              |
| Sociedad Deportiva Lagunak       | Barañáin             | Municipal Lagunak                    |
| Real Sociedad de Fútbol          | San Sebastián        | Instalaciones de Zubieta             |
| Real Valladolid Club de Fútbol   | Valladolid           | Anexos al Estadio José Zorrilla      |
| C. F. Oviedo Moderno Universidad | Oviedo               | Estadio Manuel Díaz Vega             |
| Unión Deportiva Las Palmas       | Las Palmas           | Estadio Alfonso Silva                |
| Prainsa Zaragoza                 | Zaragoza             | Pedro Sancho                         |
| Valencia Féminas Club de Fútbol  | Valencia             | Campus dels Tarongers                |
| Levante Unión Deportiva          | Valencia             | Polideportivo de Nazaret             |
| Unió Esportiva L'Estartit        | Torroella de Montgrí | Municipal de L'Estartit              |
| Real Club Deportivo Espanyol     | Barcelona            | Ciudad Deportiva del RCD Espanyol    |
| Fútbol Club Barcelona            | Barcelona            | Ciutat Esportiva Joan Gamper         |
| Unión Deportiva Collerense       | Palma de Mallorca    | Can Caimari                          |
| Club Gimnàstic de Tarragona      | Tarragona            | Nou Estadi de Tarragona              |
| Sporting Club de Huelva          | Huelva               | Campos federativos de La Orden       |
| A. D. Torrejón C. F.             | Torrejón de Ardoz    | Las Veredillas                       |
| Club Atlético Málaga             | Málaga               | Estadio Ciudad de Málaga             |
| Real Jaén Club de Fútbol         | Jaén                 | Sebastián Barajas                    |
| Sevilla Fútbol Club              | Sevilla              | Ciudad Deportiva José Ramón Cisneros |
| Club Atlético de Madrid Féminas  | Madrid               | Miniestadio Cerro del Espino         |
| Rayo Vallecano de Madrid         | Madrid               | Nuestra Señora de la Torre           |

## Primera fase
|  | Grupo A. Equipos que competirán en la segunda fase por el campeonato.   |
|  | Grupo B. Equipos que competirán por una plaza para la Copa de la Reina. |
|  | Grupo C. Equipos que competirán por una plaza para la Copa de la Reina. |

### Grupo A
| Pos | Equipo           | J  | G  | E | P  | GF | GC | Pts. |
| --- | ---------------- | -- | -- | - | -- | -- | -- | ---- |
| 1   | Athletic Club    | 14 | 10 | 3 | 1  | 45 | 13 | 33   |
| 2   | Prainsa Zaragoza | 14 | 10 | 2 | 2  | 36 | 6  | 32   |
| 3   | Real Sociedad    | 14 | 9  | 3 | 2  | 42 | 14 | 30   |
| 4   | Lagunak          | 14 | 7  | 4 | 3  | 29 | 13 | 25   |
| 5   | Oviedo Moderno   | 14 | 6  | 2 | 6  | 18 | 22 | 20   |
| 6   | Las Palmas       | 14 | 3  | 1 | 10 | 17 | 38 | 10   |
| 7   | Éibar            | 14 | 2  | 1 | 11 | 9  | 51 | 7    |
| 8   | Real Valladolid  | 14 | 0  | 2 | 12 | 5  | 44 | 2    |

|                  | ATH | PRA | RSO | LAG | OVI | PAL | EIB | VLL |
| Athletic Club    | -   | 0-1 | 2-2 | 3-2 | 4-1 | 4-0 | 5-0 | 6-0 |
| Prainsa Zaragoza | 1-1 | -   | 2-0 | 0-1 | 4-1 | 3-0 | 6-0 | 4-0 |
| Real Sociedad    | 2-2 | 3-1 | -   | 2-2 | 2-1 | 4-0 | 6-0 | 5-0 |
| Lagunak          | 1-2 | 0-0 | 0-1 | -   | 4-0 | 3-0 | 4-1 | 3-1 |
| Oviedo Moderno   | 0-3 | 0-2 | 1-0 | 2-2 | -   | 5-0 | 1-0 | 1-0 |
| Las Palmas       | 2-4 | 0-3 | 2-4 | 1-1 | 1-2 | -   | 4-1 | 2-1 |
| Éibar            | 1-7 | 0-4 | 1-5 | 0-4 | 0-3 | 2-0 | -   | 1-1 |
| Real Valladolid  | 0-2 | 0-5 | 0-6 | 0-2 | 0-0 | 1-5 | 1-2 | -   |

### Grupo B
| Pos | Equipo              | J  | G | E | P  | GF | GC | Pts. |
| --- | ------------------- | -- | - | - | -- | -- | -- | ---- |
| 1   | RCD Espanyol        | 12 | 9 | 2 | 1  | 50 | 8  | 29   |
| 2   | FC Barcelona        | 12 | 8 | 2 | 2  | 26 | 7  | 26   |
| 3   | Levante UD          | 12 | 7 | 3 | 2  | 21 | 11 | 24   |
| 4   | UE L'Estartit       | 12 | 5 | 2 | 5  | 26 | 13 | 17   |
| 5   | UD Collerense       | 12 | 4 | 3 | 5  | 16 | 20 | 15   |
| 6   | Valencia Féminas    | 12 | 2 | 2 | 8  | 16 | 32 | 8    |
| 7   | Gimnàstic Tarragona | 12 | 0 | 0 | 12 | 4  | 68 | 0    |

|                     | ESP | BAR | LEV | EST | COL | VAL | GIM  |
| RCD Espanyol        | -   | 1-1 | 6-0 | 2-1 | 3-0 | 8-0 | 13-0 |
| FC Barcelona        | 1-2 | -   | 1-0 | 1-0 | 3-1 | 4-1 | 7-0  |
| Levante UD          | 2-0 | 0-0 | -   | 0-0 | 2-0 | 3-2 | 5-1  |
| UE L'Estartit       | 0-2 | 0-3 | 1-2 | -   | 5-1 | 5-0 | 4-1  |
| UD Collerense       | 1-4 | 1-0 | 1-1 | 0-0 | -   | 2-2 | 4-0  |
| Valencia Féminas    | 1-1 | 0-2 | 0-2 | 1-3 | 0-1 | -   | 3-1  |
| Gimnàstic Tarragona | 1-8 | 0-4 | 0-3 | 0-7 | 0-4 | 1-5 | -    |

### Grupo C
| Pos | Equipo             | J  | G  | E | P  | GF | GC | Pts. |
| --- | ------------------ | -- | -- | - | -- | -- | -- | ---- |
| 1   | Rayo Vallecano     | 12 | 11 | 1 | 0  | 65 | 5  | 34   |
| 2   | Atlético Féminas   | 12 | 7  | 3 | 2  | 33 | 16 | 24   |
| 3   | Sporting de Huelva | 12 | 7  | 0 | 5  | 32 | 23 | 21   |
| 4   | AD Torrejón CF     | 12 | 6  | 0 | 6  | 25 | 21 | 18   |
| 5   | Sevilla FC         | 12 | 4  | 2 | 6  | 18 | 27 | 14   |
| 6   | Atlético Málaga    | 12 | 2  | 2 | 8  | 8  | 46 | 8    |
| 7   | Real Jaén CF       | 12 | 1  | 0 | 11 | 13 | 56 | 3    |

|                    | RAY  | ATL | HUE | TOR | SEV | MAL | JAE  |
| Rayo Vallecano     | -    | 1-1 | 3-0 | 2-0 | 5-0 | 8-0 | 12-1 |
| Atlético Féminas   | 0-2  | -   | 3-1 | 2-1 | 2-1 | 1-1 | 5-0  |
| Sporting de Huelva | 2-3  | 5-3 | -   | 2-1 | 2-0 | 4-0 | 8-0  |
| AD Torrejón CF     | 1-4  | 1-4 | 5-2 | -   | 2-1 | 5-0 | 2-0  |
| Sevilla FC         | 0-7  | 2-2 | 3-2 | 1-2 | -   | 4-0 | 3-2  |
| Atlético Málaga    | 0-7  | 0-8 | 1-2 | 2-1 | 0-0 | -   | 3-2  |
| Real Jaén          | 0-11 | 1-2 | 1-2 | 1-4 | 1-3 | 4-1 | -    |

## Segunda fase
|  | Obtiene plaza para la segunda ronda de la Copa de la Reina y disputa la 'Final de la Superliga'. |
|  | Obtiene plaza para la Copa de la Reina.                                                          |

### Grupo A
| Pos | Equipo           | J  | G  | E | P  | GF | GC | Pts. |
| --- | ---------------- | -- | -- | - | -- | -- | -- | ---- |
| 1   | Espanyol         | 14 | 12 | 0 | 2  | 43 | 8  | 36   |
| 2   | Rayo Vallecano   | 14 | 11 | 1 | 2  | 40 | 12 | 34   |
| 3   | Athletic Club    | 14 | 9  | 2 | 3  | 30 | 22 | 29   |
| 4   | Atlético Féminas | 14 | 5  | 3 | 6  | 18 | 23 | 18   |
| 5   | Barcelona        | 14 | 5  | 2 | 7  | 16 | 22 | 17   |
| 6   | Prainsa Zaragoza | 14 | 3  | 3 | 8  | 18 | 29 | 12   |
| 7   | Real Sociedad    | 14 | 2  | 3 | 9  | 13 | 35 | 9    |
| 8   | Levante          | 14 | 1  | 2 | 11 | 8  | 35 | 5    |

|                  | ATH | ATL | BAR | ESP | LEV | RAY | RSO | PRA |
| Athletic Club    | -   | 5-2 | 4-0 | 1-0 | 2-0 | 1-1 | 4-1 | 2-1 |
| Atlético Féminas | 5-1 | -   | 0-0 | 0-1 | 3-3 | 0-3 | 2-0 | 2-2 |
| FC Barcelona     | 2-0 | 0-1 | -   | 0-2 | 1-0 | 1-4 | 4-0 | 3-1 |
| RCD Espanyol     | 6-1 | 4-1 | 4-0 | -   | 4-0 | 2-3 | 6-0 | 5-1 |
| Levante UD       | 1-4 | 0-1 | 0-0 | 0-3 | -   | 1-5 | 0-2 | 0-3 |
| Rayo Vallecano   | 0-1 | 3-0 | 3-1 | 0-2 | 4-0 | -   | 6-0 | 2-0 |
| Real Sociedad    | 1-1 | 0-1 | 1-3 | 0-1 | 2-0 | 3-4 | -   | 2-2 |
| Prainsa Zaragoza | 2-3 | 1-0 | 2-1 | 1-3 | 1-3 | 0-2 | 1-1 | -   |

### Grupo B
| Pos | Equipo             | J  | G  | E | P | GF | GC | Pts. |
| --- | ------------------ | -- | -- | - | - | -- | -- | ---- |
| 1   | L'Estartit         | 12 | 11 | 0 | 1 | 38 | 10 | 33   |
| 2   | Sevilla            | 12 | 8  | 2 | 2 | 27 | 9  | 26   |
| 3   | Sporting de Huelva | 12 | 7  | 0 | 5 | 29 | 18 | 21   |
| 4   | Oviedo Moderno     | 12 | 5  | 3 | 4 | 19 | 20 | 18   |
| 5   | Atlético Málaga    | 12 | 1  | 5 | 6 | 11 | 23 | 8    |
| 6   | Real Jaén          | 12 | 2  | 2 | 8 | 10 | 25 | 8    |
| 7   | Éibar              | 12 | 1  | 2 | 9 | 12 | 41 | 5    |

|                    | MAL | EIB | EST | JAE | OVI | SEV | HUE  |
| Atlético Málaga    | -   | 2-2 | 1-3 | 2-2 | 1-2 | 0-0 | 1-2  |
| Éibar              | 0-1 | -   | 0-4 | 2-0 | 1-1 | 0-4 | 3-10 |
| L'Estartit         | 8-2 | 3-1 | -   | 3-0 | 5-0 | 3-1 | 1-0  |
| Real Jaén          | 0-0 | 4-1 | 1-2 | -   | 2-1 | 0-2 | 1-4  |
| Oviedo Moderno     | 1-1 | 2-1 | 1-3 | 3-0 | -   | 2-2 | 4-1  |
| Sevilla            | 1-0 | 7-1 | 2-1 | 3-0 | 0-1 | -   | 3-1  |
| Sporting de Huelva | 2-0 | 3-0 | 1-2 | 2-0 | 3-1 | 0-2 | -    |

### Grupo C
| Pos | Equipo              | J  | G | E | P  | GF | GC | Pts. |
| --- | ------------------- | -- | - | - | -- | -- | -- | ---- |
| 1   | AD Torrejón CF      | 12 | 8 | 4 | 0  | 42 | 13 | 28   |
| 2   | Collerense          | 12 | 6 | 3 | 3  | 33 | 21 | 21   |
| 3   | Las Palmas          | 12 | 6 | 3 | 3  | 31 | 25 | 21   |
| 4   | Lagunak             | 12 | 5 | 4 | 3  | 24 | 16 | 19   |
| 5   | Valencia Féminas    | 12 | 5 | 2 | 5  | 36 | 23 | 17   |
| 6   | Real Valladolid     | 12 | 3 | 2 | 7  | 18 | 38 | 11   |
| 7   | Gimnàstic Tarragona | 12 | 0 | 0 | 12 | 6  | 54 | 0    |

|                        | COL | LAG | PAL | GIM | TOR | VAL | VLL |
| Collerense             | -   | 0-0 | 4-3 | 6-1 | 0-4 | 2-1 | 5-0 |
| Lagunak                | 4-2 | -   | 2-3 | 2-0 | 1-2 | 3-1 | 4-0 |
| Las Palmas             | 2-2 | 1-1 | -   | 5-1 | 2-2 | 2-1 | 2-0 |
| Gimnàstic de Tarragona | 0-4 | 1-3 | 0-6 | -   | 0-2 | 2-7 | 0-3 |
| Torrejón               | 3-2 | 0-0 | 7-0 | 8-0 | -   | 2-2 | 4-1 |
| Valencia Féminas       | 0-3 | 4-2 | 4-1 | 6-1 | 2-2 | -   | 7-1 |
| Real Valladolid        | 3-3 | 2-2 | 1-4 | 2-0 | 3-6 | 2-1 | -   |

## Final
| 2 de mayo de 2010, 12:00 (CET) | Rayo Vallecano | 1:0 (0:0) | RCD Espanyol | Estadio Teresa Rivero, Madrid                              |                                                            |
|                                | Natalia 89'    | Reporte   |              | Asistencia: 1.500 espectadores Árbitro(s): Cuesta Ferreiro | Asistencia: 1.500 espectadores Árbitro(s): Cuesta Ferreiro |

| 9 de mayo de 2010, 12:35 (CET) | RCD Espanyol   | 1:1 (0:0) | Rayo Vallecano | Ciudad Deportiva de San Adrián, San Adrián de Besós      |                                                          |
|                                | Conti 81' (p.) | Reporte   | Adriana 78'    | Asistencia: 3.000 espectadores Árbitro(s): Rebollo López | Asistencia: 3.000 espectadores Árbitro(s): Rebollo López |

| Campeón Rayo Vallecano 2.o título |